# Železniční doprava v Bosně a Hercegovině

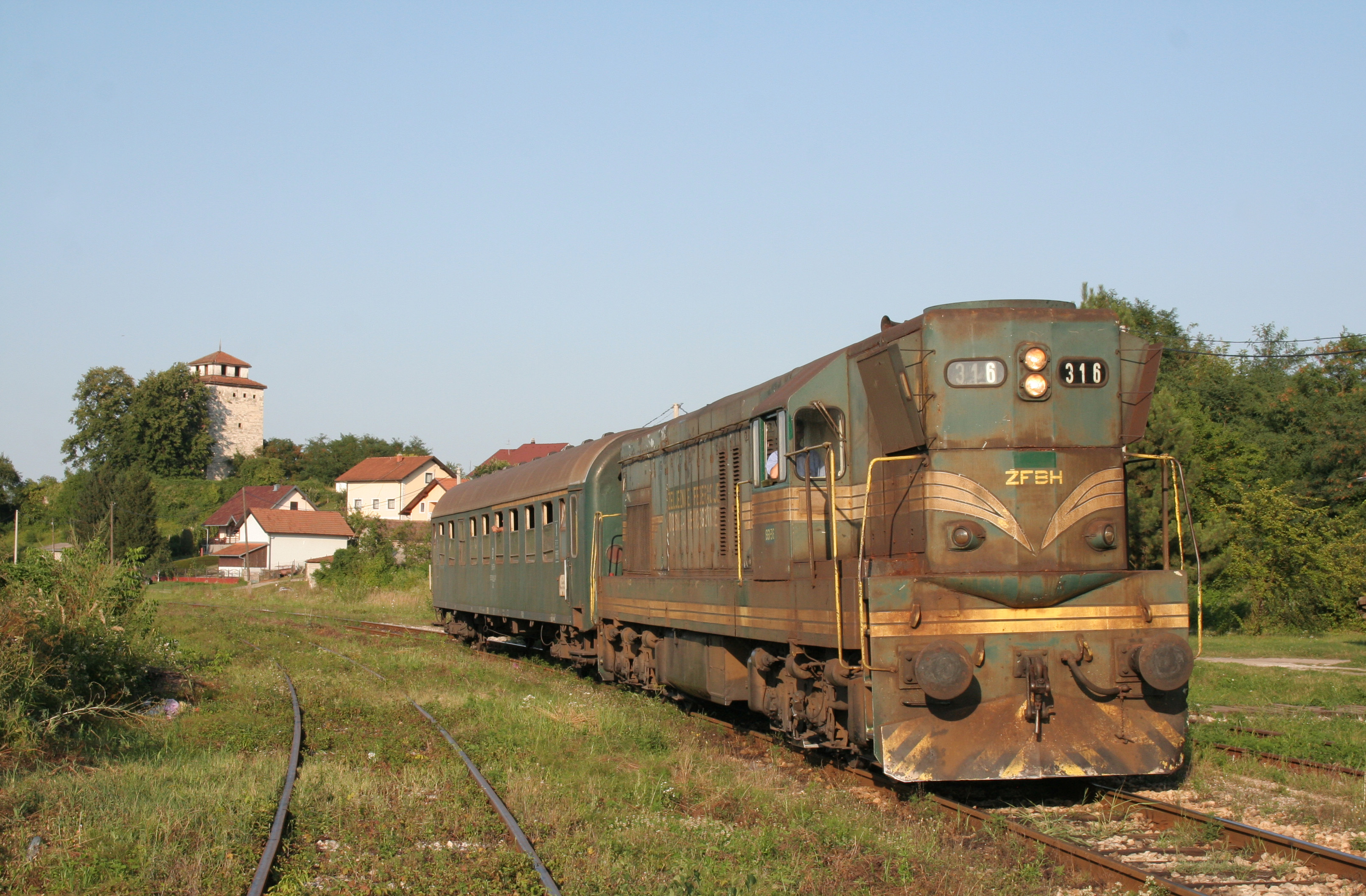
Osobní vlak ŽFBH v úseku Brčko - Tuzla

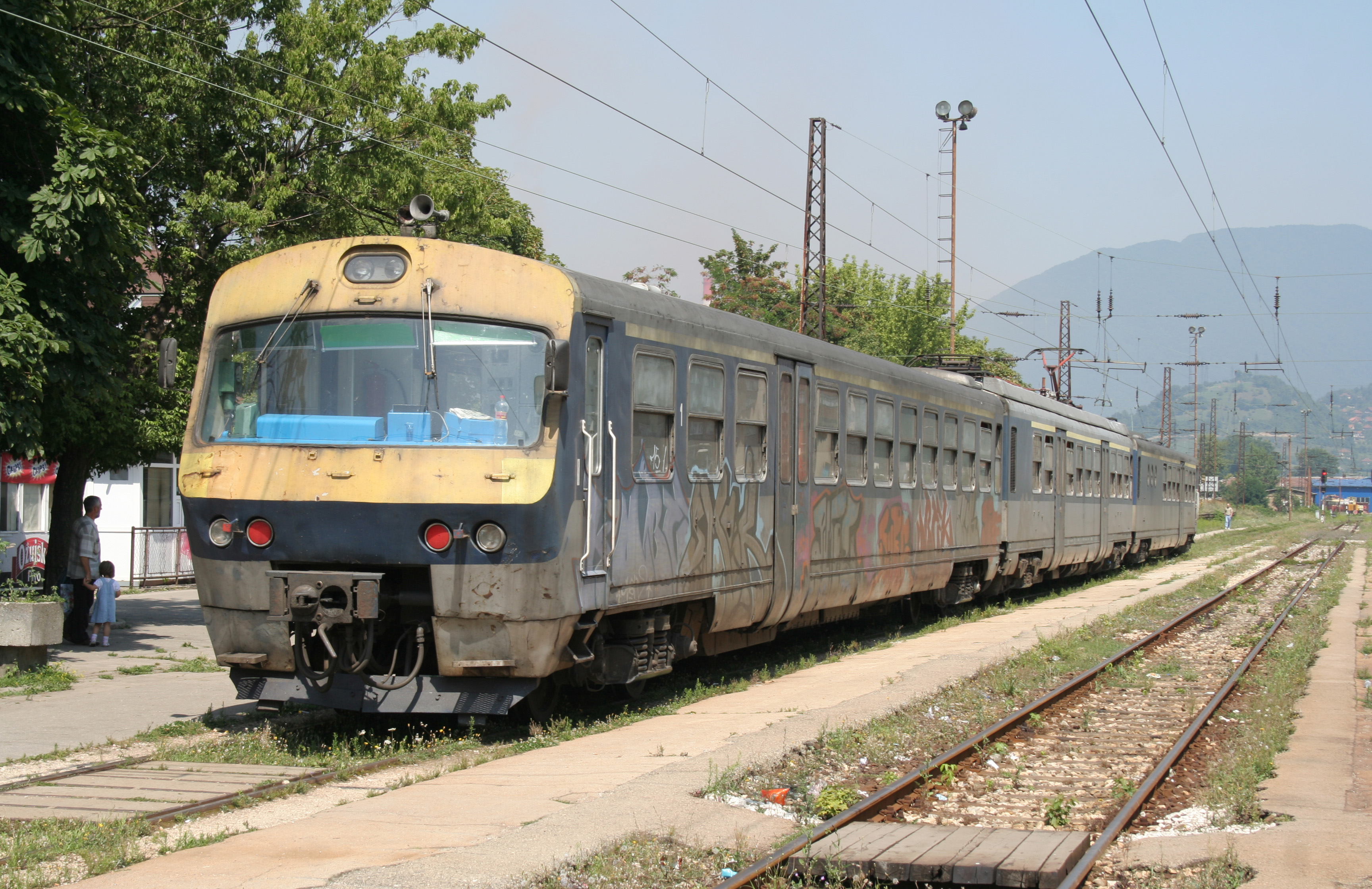
Vlak na nádraží v Zenici

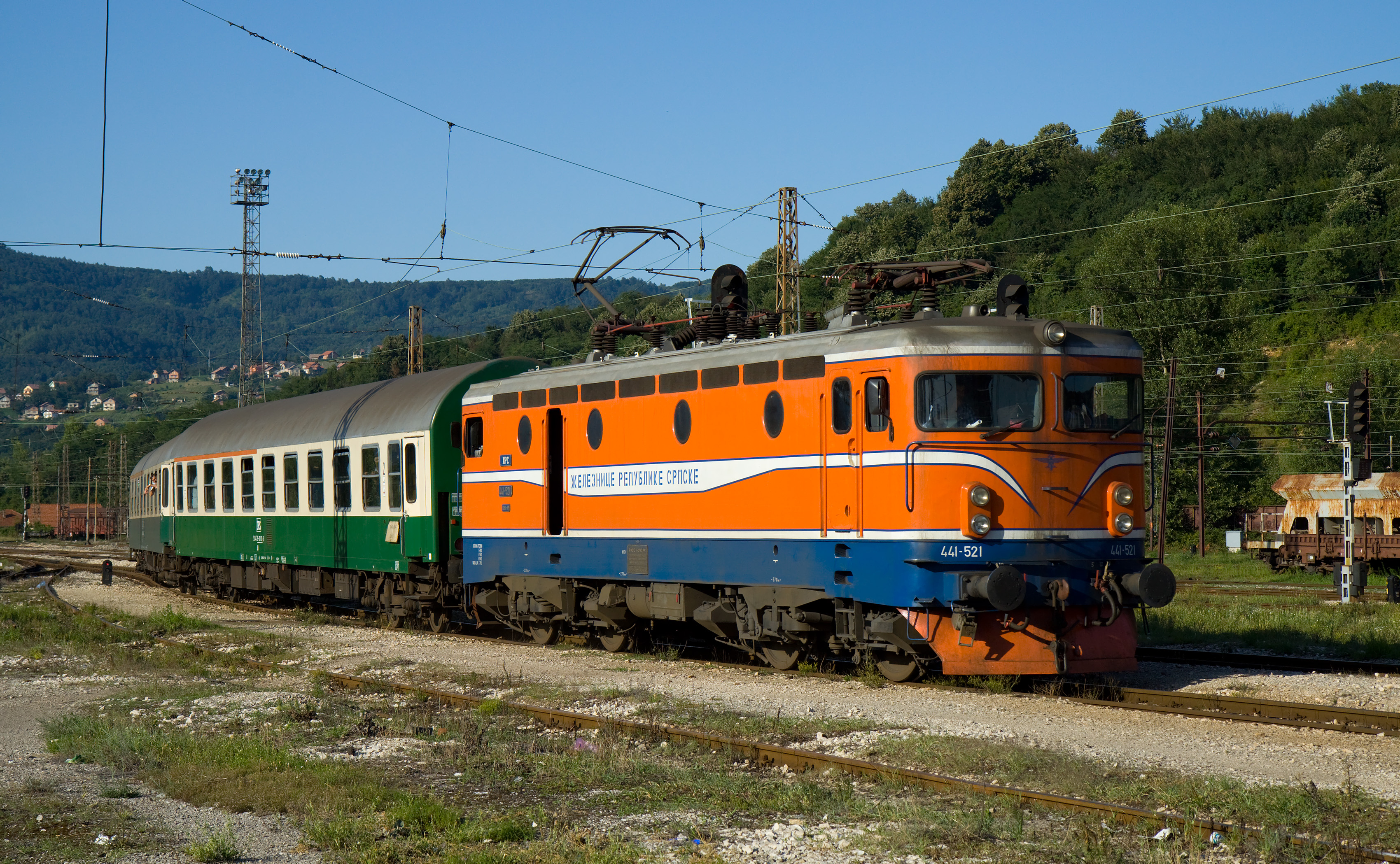
Vlak na nádraží v Doboji

Železniční sít Bosny a Hercegoviny tvoří 1031 km železničních tratí. Většina tratí je jednokolejných, pouze úsek Doboj – Jelina je dvoukolejný. Síť není hustá a de facto je složena ze dvou hlavních linií. Linie západ–východ je tvořena tratí mezi městy Dobriljn (hraniční přechod s Chorvatskem) či Bihać a městem Zvornik (hraniční přechod se Srbskem). Linie sever–jih pak vede od Bosanského Šamace (hraniční přechod s Chorvatskem) do města Čapljina (hraniční přechod s Chorvatskem). Linie se kříží ve městě Doboj. Železniční doprava je zajišťována dvěma společnostmi, které reprezentují etnické rozdělení Bosny a Hercegoviny. Željeznice Federacije Bosne i Hercegovine (ŽFBH) spravují hlavně linii sever–jih (Rjačka-Čapljina) a dále krátký úsek linie západ–východ (Petrovo Novo – Capećice). Pod správu organizace Željeznice Republike Srpske (ŽRS) patří linie západ–východ a její severní odbočky k chorvatským hranicím.
ŽRS sídlí v Doboji a ŽFBH v Sarajevu. Hlavními zákazníky ŽFBH jsou průmyslové podniky, jako například chemický závod v Tuzle, železárny v Zenici a Tuzle a další. Mezi významné železniční tratě patří například trať z Bosanského Šamacu do Sarajeva nebo úsek ze Zvorniku přes Tuzlu a Doboj do Bihaće.

## Vozový park
Složení vozového parku se výrazně neliší od jiných nástupnických států bývalé Jugoslávie. V roce 2007 bylo objednáno 9+5 moderních souprav typu Talgo 21. V roce 2010 byly dodány první dvě soupravy, zbylé by měly být dodány do konce roku 2011. Od jízdního řádu 2010/2011 měly být nasazeny na spoj Sarajevo - Bělehrad, kvůli problémům se schvalováním k tomu ovšem nedošlo.

## Historie
První železniční trať byla zprovozněna 24. prosince 1872 mezi městy Banja Luka a Dobrljin. Délka úseku byla 101 km a byl součásti plánů Osmanské říše na propojení Istanbulu s Vídní.[zdroj?] Trať také umožnila průmyslový rozvoj severu Bosny, především využívání nerostného bohatství v okolí města Prijedor. Vedla do dolu Ljubija.
Krátce po okupaci Rakouskem-Uherskem v roce 1878 byla zintenzivněna výstavba železnice. Dráha však vznikala vzhledem k hornatému terénu a nezbytnosti malých poloměrů oblouku jako úzkorozchodná. V roce 1879 se začalo s budováním tratě spojující Bosanski Brod se Sarajevem. Byla otevřena o tři roky později v roce 1882. Dále se budovalo spojení s městy Metković a Mostar a dále do vnitrozemí. Železniční trať Sarajevo–Ploče byla otevřena v roce 1886 a zajistila spojení ze Sarajeva s pobřežím Jaderského moře. Na začátku 20. století vznikaly některé krátké železniční úseky místního významu. Na území Bosny a Hercegoviny zasahovala např. i trať Gabela–Zelenika. Výstavbu dalších tratí zpožďoval nedostatek financí a náročný terén, který vyžadoval nemalé investice. Na počátku 20. století byla rovněž budována i Bosenská východní dráha, která zajistila spojení Bosny se sousedním Srbskem.
Po první světové válce zdědilo Království Jugoslávie stejný problém, se kterým se potýkalo Rakousko-Uhersko, a sice nedokončenou železniční sítí na území Bosny. Na rozdíl od Rakouska však neměl jugoslávský stát dostatek prostředků na dokončení železniční sítě, a tak výstavba pokračovala pomalu. Kromě státních drah působily na území tehdejší Bosny i soukromé železniční společnosti, které provozovaly několik úzkorozchodných tratí, které měly význam především pro nákladní dopravu. Jednalo se např. o trať Zavidovići–Han Pijesak, nebo o železniční spojení do chorvatského města Knin z údolí řeky Sany.
Realizaci několika tratí (např. Železniční trať Sunja–Knin nebo Železniční trať Tuzla–Zvornik) přerušil začátek druhé světové války. Přestože tehdejší královská vláda chtěla realizovat rozsáhlé plány na rozvoj železniční infrastruktury v celé Jugoslávii, světová hospodářská krize a nedostatek prostředků omezily její vize. Na území Bosny mezi tyto trati patřilo také propojení měst Banja Luka, Jajce a Jablanica, kde jen v části trasy vedla úzkorozchodná dráha.
Po druhé světové válce se k moci dostali komunisté a vyhlásili rozsáhlý plán industrializace země, který shrnuli do prvního pětiletého plánu. V rámci něj byla předvídána výstavba nových továren na území Bosny a Hercegoviny a také nových železnic. Původní úzkorozchodné trati v centru Bosny byly přebudovány a vznikly zcela nové tratě, jako např. Brčko–Banovići, Sarajevo–Ploče nebo Šamac–Sarajevo, případně Podlugovi–Droškovac. Úzkorozchodné tratě byly postupně rušeny, a to v letech 1966 až 1978. První elektrizovanou tratí se stalo spojení mezi Sarajevem a městem Ploče. V roce 1969 po ní projela první elektrická lokomotiva a elektrizace následně pokračovala i na tratích ze Sarajeva do Bihaće a dále do Kninu.
V první polovině 90. let byla železniční infrastruktura poničena válečným konfliktem. Následky nebyly dodnes odstraněny a bez podpory mezinárodních organizací není v silách tamní vlády provozovat a udržovat vlaková spojení na území Bosny a Hercegoviny.

## Mezinárodní spojení
V současnosti (2025) nefunguje žádné mezinárodní spojení, do roku 2016 existovalo spojení s chorvatským Záhřebem, do roku 2012 existovalo spojení s maďarskou Budapeští, srbským Bělehradem a vlak ze Záhřebu pokračoval ze Sarajeva do chorvatského Ploče. Željeznice Republike Srpske považují za mezinárodní spojení také vlaky spojující Doboj se Sarajevem, ačkoliv obě města leží na území Bosny a Hercegoviny. Ještě v 80. letech existovalo přímé spojení ze Sarajeva do Německa.[zdroj?]